# Ordensburg Ludsen

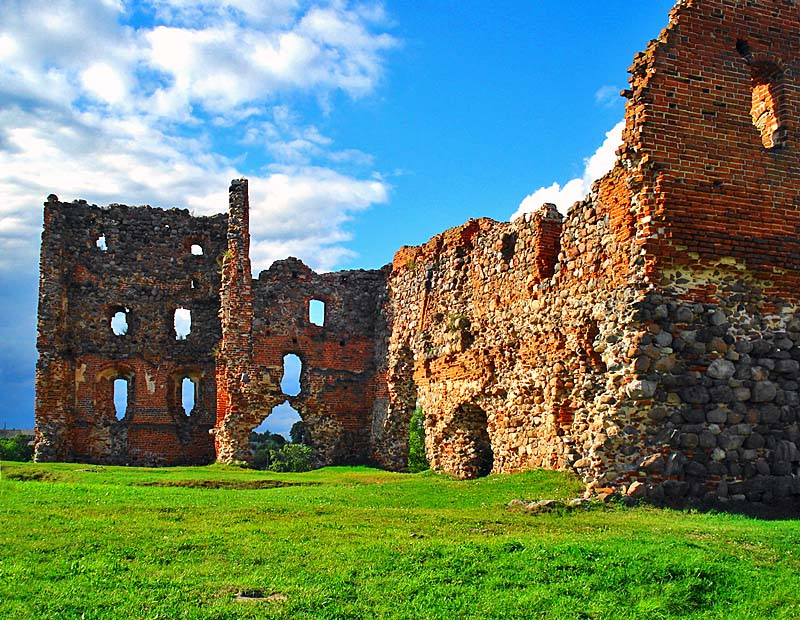
Sicht von Süden auf die Mauerfragmente

Die Ordensburg Ludsen (lettisch Ludzas pils) ist die Ruine einer Höhenburg auf einer Anhöhe zwischen dem Großen und Kleinen See der Kleinstadt Ludza (deutschbaltisch: Ludsen) im Osten Lettgallens, nahe der russischen Grenze.
Von der Ordensburg haben sich imposante Mauerreste, darunter ein dreistöckiges Mauerfragment, erhalten, die heute das Wahrzeichen der Stadt sind.

## Geschichte
Die erste Erwähnung der Burg stammt von 1433, als der Livländische Orden eine steinerne Burg an der Stelle einer früheren hölzernen Wallburg der Lettgallen errichtete. Die Burg wurde wahrscheinlich Ende des 14. Jahrhunderts errichtet, als Meister Wennemar von Bruggenei Landmeister von Livland war. Die Ordensburg gehörte als Nebenburg zur Vogtei Rositten. Im Jahr 1480 griff Ordensmeister Bernd von der Borch von hier aus das benachbarte Pleskau an und scheiterte. Ein Jahr später fielen russische Truppen in Livland ein und besetzten die Burg Ludsen.
Erst 1525, nach Verbesserung der Beziehungen zum Großfürstentum Moskau, setzte der Livländische Orden die Burg instand, worauf sie 1654 erneut von russischen Truppen unter Zar Alexei I. zerstört wurde. Zu Beginn des Livländischen Kriegs griffen 1588 deutsche Truppen Krasnij Gorodok an und zerstörten das Umland von Pleskau. Im Jahr 1577 wurde Livland erneut von russischen Truppen unter  Iwan dem Schrecklichen angegriffen und die Burg wieder eingenommen.
Im Jahr 1582 kam die Burg zu Polen-Litauen. Während des  polnisch-schwedischen Kriegs besetzte die schwedische Armee 1625 die Burg. Im  russisch-polnischen Krieg kreisten 1654 russische Truppen die Burg ein, deren Besatzung sich daraufhin ergab. Nach Beschluss des polnischen Sejms wurde die Burg 1667 aufgegeben und verfiel.
Derzeit finden an der Ruine Restaurierungsarbeiten statt.

## Bauwerk
Der Baubestand lässt mehrere Bauperioden hin, die letzte in der polnischen Zeit, vermuten. Die Burg befindet sich an einem natürlich gut geschützten Ort an der West-, Nord- und Ostseite des Kleinen und des Großen Ludenser Sees. Der Burghügel erhebt sich  8 Meter über dem Wasserspiegel. Auf einem dreieckigen Gelände vor der inneren Vorburg befand sich wohl eine Handwerkersiedlung. Dieses Gelände ist von der Vorburg durch einen 8 Meter tiefen Graben getrennt. Die innere Vorburg bildet ein unregelmäßiges Viereck. Die Wehrmauer ist nur fragmentarisch erhalten, teils bis zu 5 Meter Höhe, teils nur in Bodennähe Boden zu sehen. An der nordwestlichen und nordöstlichen Seite
bestand die Mauer aus Granitsteinen, aber an der südöstlichen Seite wurden eine Schalenmauer aus Ziegel ausgeführt.
Balkenlöcher weisen auf Existenz eines Wehrgangs hin.
An der nördlichen Ecke der Vorburg befindet sich die Kernburg, von der sich die Ruine eines vorspringenden Turms und eine 30 m langen Außenwand des östlichen Flügels erhalten haben. In einem Inventar wurde 1599 eine hölzerne Galerie längs drei Seiten des Innenhofes beschrieben. Ausgrabungen haben keine Hinweise ergeben, wo sich der Eingang zur Kernburg befunden hatte. Die Geschossverteilung im östlichen Flügels lässt sich von einer äußeren Mauer ablesen. Demnach hatte der Flügel wohl drei Räume. An der Wand des mittleren Raumes zeichnen sich Abdrücke von zwei Mantelschornsteinen ab, so dass im Erdgeschoss die Küche vermutet werden kann. An der nordwestlichen Seite der Kernburg bestand ein großer viereckiger Turm, von dem sich etwa 15 m hohe Außenwände erhalten haben. Der Unterteil der Ziegelwand wurde im wendischen Verband,  der obere Teil im gotischen Verband. Ein bemerkenswertes Spitzbogenfries aus roten und dunklen Ziegeln befindet sich  auf Höhe des ersten Stocks. Ein horizontaler Fries befand sich auch auf der gering erhaltenen westlichen Fassade des Turmes.
Die Hauptfassade des nordwestlichen Turmes der Burg Ludsen hat die prächtigste Dekoration. Der Turm verfügte über einen Keller mit hohen Gewölben, einen Wohnraum im Hauptgeschoss und zwei Obergeschosse. In der Ruine kann man noch sehen, dass der Wohnraum zuerst mit vier Jochen der Kreuzgewölbe bedeckt war, aber mehrere Balkenlöcher weisen auf einen späteren horizontalen Boden hin.